# شانيل إيمان
شانيل إيمان روبنسون (بالإنجليزية: Chanel Iman Robinson)‏، عارضة أزياء أمريكية ولدت في يوم 1 ديسمبر 1990 في مدينة أتالانتا في ولاية جورجيا في الولايات المتحدة وعملت مع فيكتوريا سيكريت.

## روابط خارجية
- شانيل إيمان على موقع IMDb (الإنجليزية)
- شانيل إيمان على موقع قاعدة بيانات الفيلم (الإنجليزية)
- شانيل إيمان على موقع دليل عارضات الأزياء (الإنجليزية)